# 克里斯蒂安 (獅子)
克里斯蒂安是一隻獅子，在1969年被兩名少年約翰·藍道（John Rendall）和安东尼·伯克（Anthony "Ace" Bourke）在英國倫敦一百貨公司所買下，並且通過保育員喬治·亚当森（George Adamson）把獅子放生在非洲。一年後兩人到非洲探望獅子時，獅子克里斯蒂安仍然記得他們兩人，並且帶同兩隻母獅一起與他們團聚。

## 早年
克里斯蒂安原本被一家已倒閉的伊爾弗勒科姆動物園所飼養，之後被哈洛德百貨公司買下，藍道和伯克兩人看到克里斯蒂安後便以250堅尼買下。
藍道、伯克及其朋友們在他們倫敦的住所照顧克里斯蒂安，隨著克里斯蒂安的成長，一歲時的他已變得十分龐大。他們決定把克里斯蒂安搬到附近的一家傢俱店，成為了該傢俱店的標誌，影星比尔·特拉弗斯和弗吉妮亚·麦克纳亦有前往探訪獅子，當地教堂亦允許克里斯蒂安在教堂附近的草地散步。隨著獅子日漸長大，藍道和伯克的負擔不斷增加，他們明白不可能繼續把他留在英國。兩名影星建議他們向保育員喬治·亚当森尋求協助。亚当森及其妻子有飼養和放生名叫艾爾莎的獅子的經驗，但艾爾莎是非洲出生的野生獅子，與克里斯蒂安的情況不同。亚当森經過深思熟慮後，同意把克里斯蒂安帶到肯亞科拉國家公園。

## 團聚
亚当森告訴藍道和伯克兩人，表示克里斯蒂安已回歸大自然後，他們兩人決定前往非洲肯亞探訪克里斯蒂安並拍下紀錄片《克里斯蒂安，在世界盡頭的獅子》（Christian, The Lion at World's End，在美國播映時為Christian the Lion）。根據紀錄片，亚当森告訴他們表示克里斯蒂安可能已忘記了他們，但在影片中看到起初克里斯蒂安小心翼翼地接近他們，之後快速地撲向並擁抱他們，此外亦有兩隻母獅和一隻幼獅歡迎藍道和伯克。
藍道最後一次團聚是在1974年（部份報紙記載為1974年，亚当森表示1973年），這次團聚大部份都沒有錄下。亚当森告訴他們此程可能無功而還，因為他已有九個月沒有看見克里斯蒂安的獅羣。但在藍道抵達科拉國家公園前一天，克里斯蒂安的獅羣在亚当森的住宅附近出現。這次團聚只維持了一天，翌日早上藍道最後一次看到克里斯蒂安後，再沒有人見到這隻獅子了。喬治·亚当森數著有多少天沒看到克里斯蒂安，數到97天後他再沒有數下去。

## 大眾文化
1971年，藍道和伯克出版了《乖獅克里斯蒂安》（A Lion Called Christian）一書。克里斯蒂安的影片在Youtube爆紅後，該書重新印刷出版。
1971年的團聚影片最先在2002年上載在一個粉絲網站，之後被其它人上載到Youtube後開始爆紅，直至今天不同版本的影片共有超過數千萬的點擊率。
在2010年出版了一本關於克里斯蒂安故事的兒童讀物《克里斯蒂安，擁抱的獅子》（Christian, the Hugging Lion），該讀物被提名至第23屆浪达同志文学奖的兒童／青年成人小說類別。